# Fred Barnard
Frederick Barnard (även känd som Fred Barnard) född den 16 maj 1846, död den 28 september 1896 var en brittisk konstnär främst verksam som illustratör, karikatyr-, porträtt-, och genremålare under den viktorianska eran. Barnard är kanske främst känd för att ha illustrerat de romaner av Charles Dickens som gavs ut mellan 1871-1879 av förlaget Chapman & Hall.

## Biografi

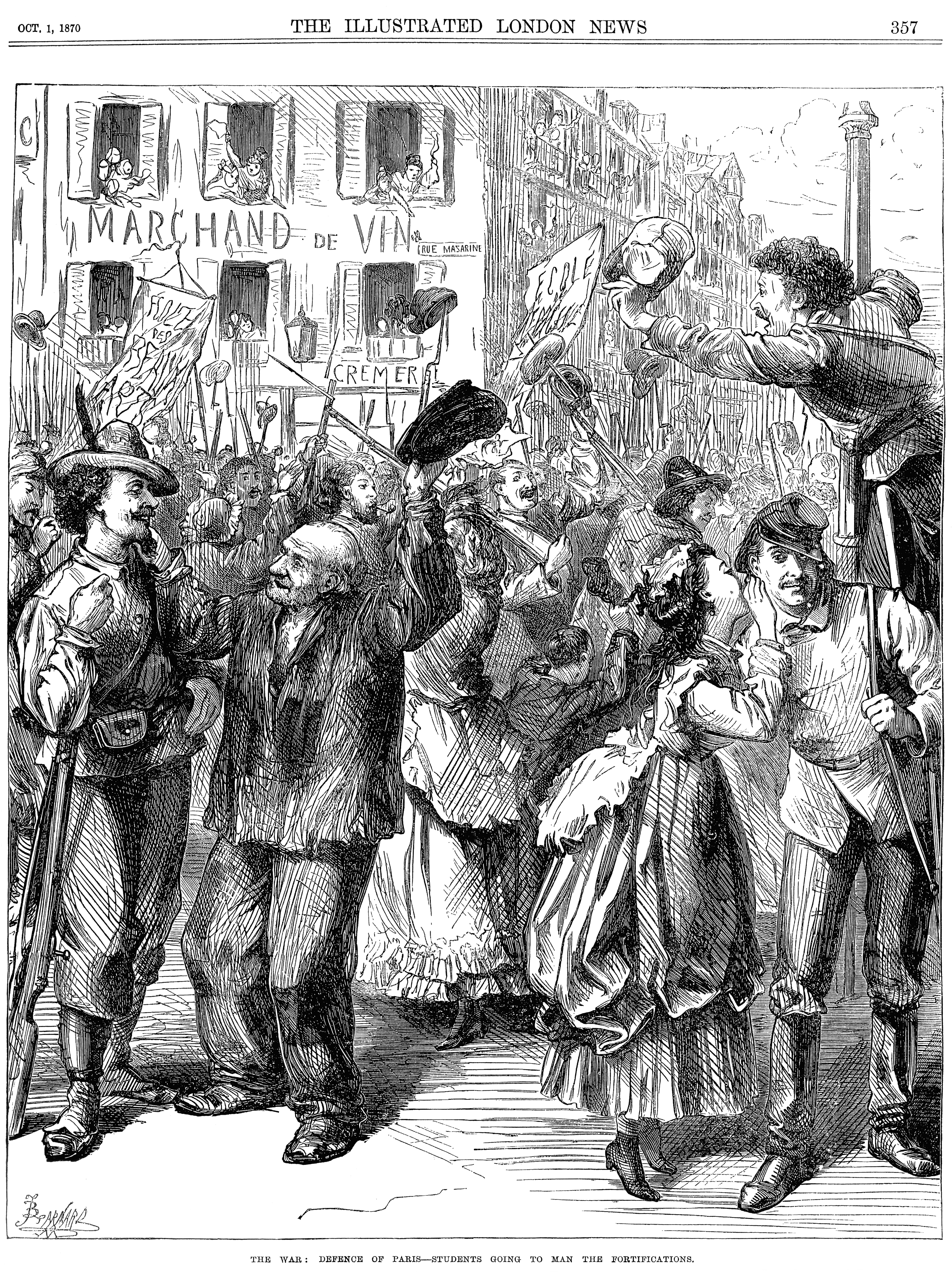
Illustration publicerad i The Illustrated London News 1870.

Barnards far var silversmed. Barnard själv kom att studera bland annat måleri under Léon Bonnat i Paris, och arbetade en tid i såväl London som kustbyn Cullercoats i Northumberland. Barnards målningar kom även att ställas ut på Royal Academy of Arts i London. Därtill var han även illustratör för tidskrifterna Punch, The Illustrated London News och Harper's Weekly. Vid en ceremoni på Isle of Wright den 11 augusti 1870 gifte sig Barnard med Alice Faraday (1847-1924), syskonbarn till den kända kemisten tillika fysikern Michael Faraday. Paret fick tre barn: Geoffrey (1872-1891), Dorothy (1878-1949) och Polly (1882-okänt).

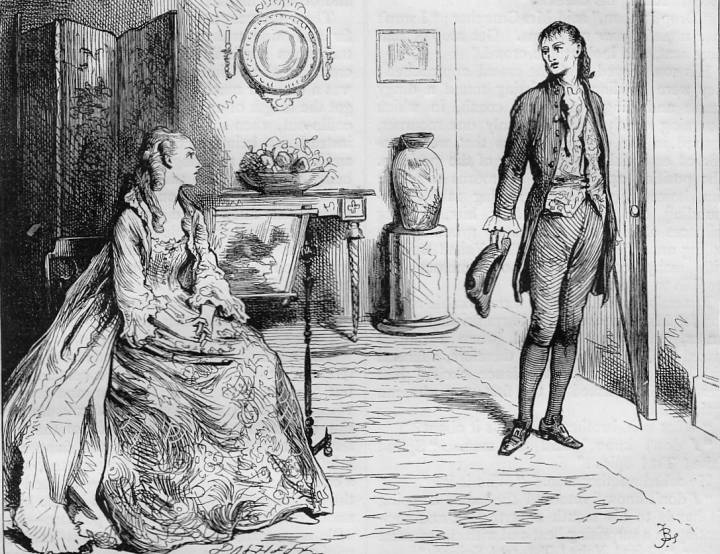
Illustration ur Två städer.

Förlaget Chapman & Hall anlitade 1871 Barnard för att illustrera nio volymer med Charles Dickens verk som förlaget gav ut. Det handlade då bland annat om illustrationer till romanerna Bleak House, Två städer, Sketches by Boz, Nicholas Nickleby, Barnaby Rudge, Dombey och son och Martin Chuzzlewit, hans liv och äventyr. Barnard var engagerad för Chapman & Hill i det arbetet fram till 1879. I det här arbetet följde han i den aktade Dickens-illustratören Hablot Knight Brownes spår. Under arbetets gång kom Barnard att skapa cirka 450 illustrationer för Charles Dickens verk. För detta blev han känd som "the Charles Dickens among black-and-white artists.", vilket fritt översatt till svenska blir ungefär "Charles Dickens like bland tecknare".
I sitt arbete med att illustrera Charles Dickens romaner valde han i stort att teckna andra passager än de som Hablot Knight Browne illustrerat. Den senare tecknade i sina illustrationer mestadels dramatiska scener med många karaktärer närvarande samtidigt, medan Barnard snarare tecknade karaktärerna i par eller mindre grupper och genom det utforskade han deras inbördes relationer. Detta samtidigt som Barnard försökte hålla sig trogen de anletsdrag som Hablot Knight Browne givit karaktärerna.
Under 1880-talet, anslöt sig Barnard till ett konstnärskollektiv i Broadway, Worcestershire, närmare bestämt i det åstäta området Cotswolds. 
Sonen Geoffrey gick bort den 18 december 1891 på grund av medfött hjärtfel. Innan sin bortgång hade sonen, som också han var konstnär, arbetet nära Barnard. Bortgången gick hårt åt Barnard, och kom även att påverka hans äktenskap med Alice. Under 1890-talet genomgick Barnard en djup depression vilket han kom att medicinera med opiumdroppar. I juni 1896 separerade Barnard och hustrun Alice.
Barnard själv gick bort i Wimbledon den 28 september 1896 till följd av sängrökning. Detta sedan den pipa han rökte antände sängkläderna. Den formella dödsorsaken var kvävning, även om brandförloppet även lämnade kroppen illa bränd. Efter sin bortgång begravdes Barnard på kyrkogården till Sankta Maria kyrka i Wimbledon.

### Fotnoter
1. 1 2  ”Fred Barnard (1846-1896): Dickensian Illustrator and New Realist Painter”. victorianweb.org. Arkiverad från originalet den 9 augusti 2022. https://web.archive.org/web/20220809111840/https://victorianweb.org/victorian/art/illustration/barnard/pva318.html. Läst 17 juli 2021.
2. 1 2 3 4 5  ”Frederick Barnard”. www.jssgallery.org. Arkiverad från originalet den 17 juli 2021. https://web.archive.org/web/20210717191347/http://www.jssgallery.org/Other_Artists/Frederick_Barnard/Frederick_Barnard.htm. Läst 17 juli 2021.
3. ↑  ”John Singer Sargent's Mrs Frederick Barnard”. www.jssgallery.org. Arkiverad från originalet den 7 juni 2012. https://web.archive.org/web/20120607092011/http://jssgallery.org/Paintings/Mrs_Frederick_Barnard.htm. Läst 17 juli 2021.
4. ↑  ”Surrey, England, Church of England Burials, 1813-1997 for Frederick Barnard, Wimbledon, St Mary, 1896-1899: Ancestry.com”. Arkiverad från originalet den 17 juli 2021. https://web.archive.org/web/20210717191345/https://www.ancestry.co.uk/imageviewer/collections/4786/images/40761_312084-01023?treeid=&personid=&hintid=&queryId=cf6a13dfddc13cdeae4a76f62bc40fdb&usePUB=true&_phsrc=GqB83&_phstart=successSource&usePUBJs=true&_ga=2.60535147.771765066.1608237645-1388927399.1605732653&pId=545060. Läst 17 juli 2021.